# Tunísia al Festival de la Cançó d'Eurovisió
Tunísia es va registrar per participar en el Festival de la Cançó d'Eurovisió l'any 1977, el qual va tenir lloc al Centre de Conferències de Wembley a Londres. Després de sortir en el sorteig en quarta posició per actuar, el país es va retirar per raons incertes. Es rumoreja que la seva retirada es va deure al fet que també hi participava Israel aquell any. Fins al moment, l'únic país africà que ha participat en el festival ha estat el Marroc, que hi va participar en 1980.

## Participacions
Llegenda
| Any                                   | Seu     | Artista | Cançó   | Final   | Punts   | Semifinal | Punts   |
| ------------------------------------- | ------- | ------- | ------- | ------- | ------- | --------- | ------- |
| 1977                                  | Londres | Retirat | Retirat | Retirat | Retirat | Retirat   | Retirat |
| No hi va participar entre 1978 i 2025 |         |         |         |         |         |           |         |